# Kutnoor, Jevargi
Kutnoor là một làng thuộc tehsil Jevargi, huyện Gulbarga, bang Karnataka, Ấn Độ.